# 김윤순·김덕순 영세불망비
김윤순·김덕순 영세불망비(金潤洵·金德成 永世不忘碑)는 대한민국 경상남도 함안군 가야읍 묘사리에 있는 조선시대의 비석이다. 2019년 11월 7일 경상남도의 문화재자료 제661호로 지정되었다.

## 지정 사유
「김윤순․김덕성 영세불망비」는 정조 10년(1786년), 고을에 엄청난 기근이 들어 군민들이 나라에 바칠 세곡 부담이 가중되어 궁핍해지자 세곡 탕감을 위해 노력한 지역 부호인 김윤순․김덕성 두사람의 공을 기리기 위한 비이다. 처음 세운 불망비가 있었다고 하나 낡고 비각이 훼손되자 다시 세운 것으로 그들의 공덕을 기리기 위해 지역민들이 다시 세운 것이다.
이 비를 통해 당시 함안지역의 지배층과 피지배층간의 화합과 구휼(救恤)의 실상을 알 수 있다. 비록 특정인의 불망비이지만 18세기와 19세기 초의 함안지역의 경제 및 사회상을 이해하는데 유용한 자료이므로「김윤순․김덕성 영세불망비」를 "경상남도 문화재자료"로 지정한다.

## 참고 문헌
- 김윤순·김덕순 영세불망비 - 국가유산청 국가유산포털